# Aleksandr Tašaev
Aleksandr Michajlovič Tašaev (in russo Александр Михайлович Ташаев?; Mosca, 23 giugno 1994) è un ex calciatore russo, di ruolo centrocampista o ala.

## Caratteristiche tecniche
È un esterno sinistro.

## Carriera

### Club
Cresciuto nelle giovanili della Dinamo Mosca, ha esordito in prima squadra l'11 dicembre 2014 entrando nei minuti finali del match di UEFA Europa League vinto 1-0 contro il PSV

### Nazionale
Ha giocato nelle nazionali giovanili russe Under-19 ed Under-21.

## Statistiche

### Presenze e reti nei club
Statistiche aggiornate al 15 febbraio 2017.
| Stagione        | Squadra         | Campionato      | Campionato | Campionato | Coppe nazionali | Coppe nazionali | Coppe nazionali | Coppe continentali | Coppe continentali | Coppe continentali | Altre coppe | Altre coppe | Altre coppe | Totale | Totale | Totale |
| Stagione        | Squadra         | Comp            | Pres       | Reti       | Comp            | Pres            | Reti            | Comp               | Pres               | Reti               | Comp        | Pres        | Reti        | Pres   | Reti   |        |
| --------------- | --------------- | --------------- | ---------- | ---------- | --------------- | --------------- | --------------- | ------------------ | ------------------ | ------------------ | ----------- | ----------- | ----------- | ------ | ------ | ------ |
| 2014-2015       | Dinamo Mosca    | PL              | 1          | 0          | CR              | 0               | 0               | UEL                | 2                  | 0                  |             | -           | -           | 3      | 0      |        |
| 2015-2016       | Dinamo Mosca    | PL              | 25         | 1          | CR              | 3               | 2               |                    | -                  | -                  |             | -           | -           | 28     | 3      |        |
| 2016-2017       | Dinamo Mosca    | 1D              | 23         | 1          | CR              | 1               | 0               |                    | -                  | -                  |             | -           | -           | 24     | 1      |        |
| 2017-2018       | Dinamo Mosca    | PL              | 17         | 4          | CR              | 1               | 0               |                    | -                  | -                  |             | -           | -           | 18     | 4      |        |
| Totale carriera | Totale carriera | Totale carriera | 66         | 6          |                 | 5               | 2               |                    | 2                  | 0                  |             | -           | -           | 73     | 8      |        |

## Palmarès

### Club
- PFN Ligi: 1

Dinamo Mosca: 2016-2017